# S-4 (missile)
L'SSBS S-4 (Sol-Sol Balistique Strategique) era un progetto di un missile balistico francese a gittata intermedia (IRBM) che doveva sostituire il precedente S-3  nella componente terrestre della Force de frappe.

## Storia del progetto
A partire dalla metà del 1981, su richiesta del presidente Valéry Giscard d'Estaing, vennero avviati gli studi preliminari per la sostituzione dei missili SSBS S-3 divenuti operativi il 1º giugno 1980  I nuovi missili erano stati appena installati al posto dei precedenti S-2, e se pur con tutti gli accorgimenti adottati per garantirne la sopravvivenza, risultavano estremamente vulnerabili a causa della breve distanza che separava le loro basi di lancio da quelle del potenziale nemico. Inoltre con esso si sarebbero dovuti sostituire anche i bombardieri strategici supersonici Dassault Mirage IVA, il cui ritiro dal servizio era stato previsto per il 1984. Il nuovo programma su inizialmente designato S-X, e lo sviluppo affidato all'Aérospatiale Space and Strategic Systems Division di Les Mureaux.
Nel novembre 1985 il Ministro della difesa Paul Quilès  annunciò l'avvio di un programma per la miniaturizzazione delle testate nucleari francesi così da renderle invisibili ai radar, e favorire il superamento delle difese ABM sovietiche. Inoltre il Capo di stato maggiore della difesa, generale Jeannou Lacaze, annunciò che i nuovi missili balistici in fase di sviluppo, sia terrestri che navali, sarebbero stati dotati di testate multiple indipendenti.
Nel marzo 1986 il governo socialista francese del presidente François Mitterrand annunciò l'avvio dello sviluppo della versione mobile dell'SSBS S-4, e il successivo governo neogollista formato da RPR e UDF e diretto da Jacques Chirac decise di procedere all'acquisizione del missile nella versione a testata singola, da installare nei silos di lancio del plateau d'Albion. Forti voci si levarono contro tale programma, principalmente a causa dell'alto costo, che veniva calcolato in 25 bilioni di franchi. Tuttavia i lavori sul missile continuarono, ed il programma di esercizio militare 1987-1991 vedeva ancora assegnati fondi per il suo sviluppo. Infatti il 13 novembre 1986 l'Assemblea Nazionale approvò il bilancio della difesa, che vedeva un incremento annuo degli stanziamenti pari al 7%, così come richiesto dal Ministro della difesa André Giraud.
Durante il periodo di coabitazione tra Chirac e Mitterrand ci fu un pubblico dibattito sul futuro del missile S-3D. Chirac si schierò apertamente a favore della versione mobile del missile S-4, mentre Mitterrand obiettava che il dispiegamento di tali missili avrebbe reso molto ansiosa la popolazione.
Nel 1987 il Ministero della Difesa francese annunciò ufficialmente il lancio del programma di sviluppo del nuovo IRBM, con una durata prevista di dieci anni. Il missile, acquistato in 30 esemplari, avrebbe sostituito sia i precedenti S-3 nei silo di lancio del 1° Groupment de Missiles Stratégique, che i bombardieri nella versione modernizzata Mirage IVP, appartenenti alle Forces Nucléaires Stratégique (FAS). Comunque già nel corso del 1988 vennero espressi forti dubbi sulla validità del programma, e furono considerate scelte alternative che includevano: una versione terrestre dell'SLBM M-4, o una variante terrestre del nuovo SLBM M-5, designata S-45. Inoltre fu esaminata la possibilità di lanciare il missile da un veicolo TEL (Transporter-Erector-Launcher), similmente al nuovo ICBM americano Martin Marietta MGM-134 Midgetman, in modo da garantire una maggiore capacità di sopravvivenza ad un primo attacco.

## Tecnica
Il missile bistadio leggero a propellente solido  S-4 era un Intermediate Range Ballistic Missile della lunghezza di 10,00 m, e con un diametro alla base di 1,00 m. Il peso al lancio era di circa 10 000 kg. La gittata massima era pari a 3 500 km, ma secondo altre fonti poteva arrivare ad un massimo di 4 000 km con l'installazione di una singola testata.
Il missile poteva montare tre veicoli MIRV ognuno dotato di una testata termonucleare TN-35 della potenza di 20 Kt, o una singola carica bellica TN-61 del peso di 1 000 kg. La testata, contenuta in un veicolo di rientro (Re-entry Vehicle), sviluppava una potenza di 1,2 Mt, era completa di ausilii di inganno per superare le difese antimissili nemiche, e rinforzata per resistere alle esplosioni nucleari dei missili ABM.

## Impiego operativo
Il programma di dispiegamento originale prevedeva un totale di 36 missili operativi.  I primi diciotto avrebbero sostituito altrettanti S-3D nei silos del plateau d'Albion, mentre i rimanenti sarebbero stati installati su altrettanti TEL (Transporter-Erector-Launcher) mobili concentrati presso una, o più, basi aeree francesi. Durante i periodi di tensione i veicoli lanciatori si sarebbero dispersi su tutto il territorio nazionale, così da rendere estremamente problematica la loro distruzione. Nel settembre 1988 il ministro della difesa Jean-Pierre Chevènement, presentando il bilancio militare, si dichiarava a favore dello schieramento dei nuovi missili balistici lanciabili da sommergibile M-5 al posto degli S-4. Con la fine della Guerra Fredda il programma venne momentaneamente congelato.
Il 7 luglio 1991 fu firmato il trattato START I (Strategic Arms Reduction Treaty) tra Stati Uniti e Unione Sovietica, che prevedeva una massiccia riduzione della armi strategiche di teatro. Nello stesso mese il presidente Mitterrand decise di annullare lo sviluppo del programma relativo al missile mobile S-4, e sviluppare una versione terrestre dell'SLBM M-45, designata S-45.  Successivamente anche questo programma fu annullato, ed i missili S-3 radiati dal servizio a partire dal 1996 senza essere sostituiti.

## Utilizzatori
Francia
- Armée de l'air